# 八重笠町
八重笠町（やえがさちょう）は、群馬県太田市にある地名（町丁）。郵便番号は373-0805。

## 概要
休泊地区にある町丁。

## 地理
南部は埼玉県、北東部は大泉町と接している。

### 沼
- 八重笠沼

### 近隣町丁
- 龍舞町

## 世帯数と人口
2022年（令和4年）3月31日現在の世帯数と人口は以下の通りである。
| 町丁     | 世帯数 | 人口  |
| -------- | ------ | ----- |
| 八重笠町 | 86世帯 | 209人 |

## 交通

### 鉄道
町内に鉄道は通っていない。

### 道路
- 国道122号

## 施設
- 堀越自動車